# Vlag van Charleroi
De vlag van Charleroi is op onbekende datum bij raadsbesluit vastgesteld als de vlag van de Henegouwse gemeente Charleroi. De vlag kan als volgt worden beschreven:
Wit met een rode haan, waarbij de rechterpoot op de bovenkant van het wapen vasthoudt.
De vlag komt overeen met het vlagontwerp van de Raad van Heraldiek en Vexillologie (Frans: Conseil d’héraldique et de vexillologie). De haan zijn ontleend uit de Waalse vlag, en symboliseert de trouw van Charleroi aan de Franse Gemeenschap; het is uiteraard de Waalse Coq Hardi. De haan heeft het wapenschild vast onder zijn poot; De fleur de lis herinnert eraan dat Frankrijk het door de Spanjaarden gebouwde fort vergrootte; - de 15 vierkante stukken herinneren aan de 15 voormalige gemeenten die samengevoegd werden tot Charleroi; - de 12 sterren symboliseren de vlag van de Steden van Europa; - het vestingwerken van Vauban wordt door de sterren omringd.

Vlag van Wallonië